# Guanako
Das Guanako (Lama guanicoe), auch Huanako genannt, ist eine wildlebende Art innerhalb der Familie der Kamele (Camelidae). Es lebt vor allem im westlichen und südlichen Südamerika und ist die Stammform des domestizierten Lamas.

## Merkmale

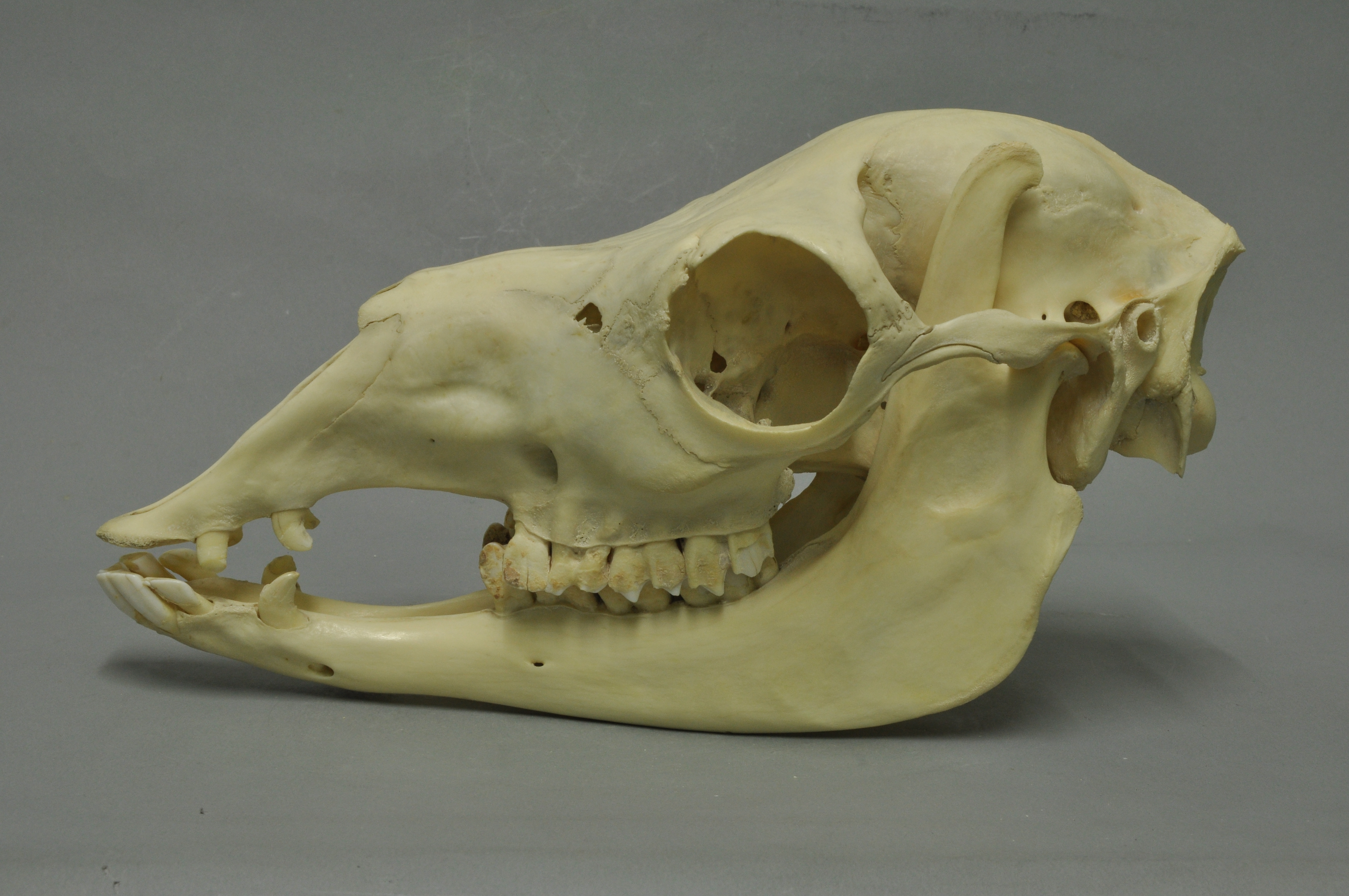
Schädel

Guanakos erreichen eine Kopfrumpflänge von 120 bis 220 Zentimetern, eine Schulterhöhe von 120 Zentimetern und ein Gewicht von 100 bis 120 Kilogramm. Das Fell ist wollig und dicht; seine Farbe ist oberseits hellbraun und unterseits weiß, das Gesicht ist oft schwarz gefärbt. Das Fell besteht aus kurzen, gekräuselten und langen, gewellten Haaren, die untere, verfilzte Schicht wirkt isolierend und schützt vor Kälte, die obere Schicht hält Schnee und Regen fern. Wie alle Kamele sind sie durch relativ langgestreckte, schlanke Beine, einen langen, dünnen Hals und einen kleinen Kopf charakterisiert. Die Füße haben zwei Zehen, die anstatt mit Hufen mit schwieligen Polstern versehen sind. Der Magen setzt sich wie bei allen Kamelen aus mehreren Kammern zusammen, was das Verdauen der Pflanzennahrung erleichtert.

## Verbreitung und Lebensraum

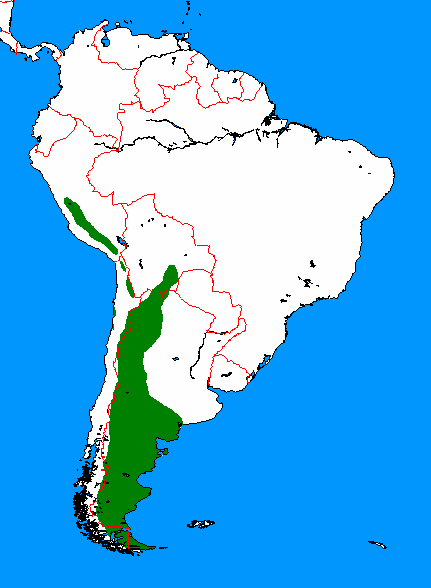
Verbreitungsgebiet laut IUCN

Guanakos bewohnen die Anden in Peru, Ecuador, Bolivien, Chile und Argentinien sowie die Halbwüsten und Steppen Patagoniens. Ihr Habitat ist offenes Grasland, nur in harten Wintern gehen sie manchmal auch in Wälder. Man findet Guanakos in Höhen bis zu 4000 m.

## Lebensweise

### Sozialverhalten

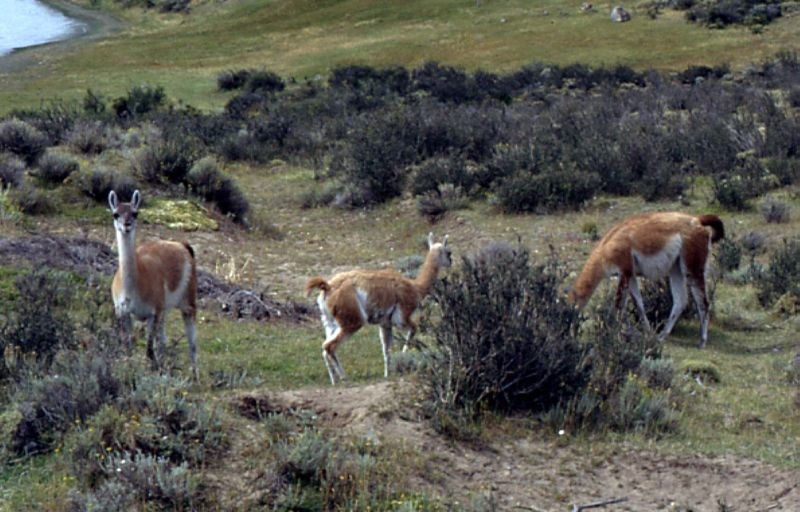
Guanakos leben in Familienverbänden, Nationalpark Torres del Paine, Chile.

Guanakos bilden Familienverbände von etwa fünfzehn Tieren, die aus einem männlichen Leittier, mehreren ausgewachsenen Weibchen und deren Jungen bestehen. Im Alter von zwölf bis fünfzehn Monaten werden die Jungtiere vom Männchen aus dem Verband vertrieben. Die Weibchen suchen dann Aufnahme in einer anderen Herde. Junge Männchen schließen sich dagegen zu Junggesellenverbänden zusammen, in denen sie drei bis vier Jahre leben. In diesen Gruppen kommt es zu ständigen Kämpfen um die Vorherrschaft, die als Vorbereitung auf die spätere Führung einer echten Herde angesehen werden können. Nach dem Verlassen eines solchen Junggesellenverbands versucht ein männliches Guanako, ein eigenes Territorium zu gründen, entweder indem es junge Weibchen um sich sammelt oder das Leittier einer bestehenden Herde vertreibt. Wird ein altes Männchen von seiner Herde vertrieben, lebt es meistens bis zu seinem Tod als Einzelgänger.

### Nahrung
Guanakos sind wie alle Kamele Pflanzenfresser und ernähren sich vorwiegend von Gräsern. Die Nahrung wird wenig zerkaut verschluckt und gelangt zunächst in den Vormagen, um nach dem Wiederkäuen endgültig verdaut zu werden. Dieser Vorgang ähnelt dem der Wiederkäuer (Ruminantia) – zu denen die Kamele zoologisch allerdings nicht gerechnet werden. Das Verdauungssystem der Kamele dürfte sich unabhängig von dieser Tiergruppe entwickelt haben, was sich unter anderem darin zeigt, dass die Vormägen mit Drüsen versehen sind.

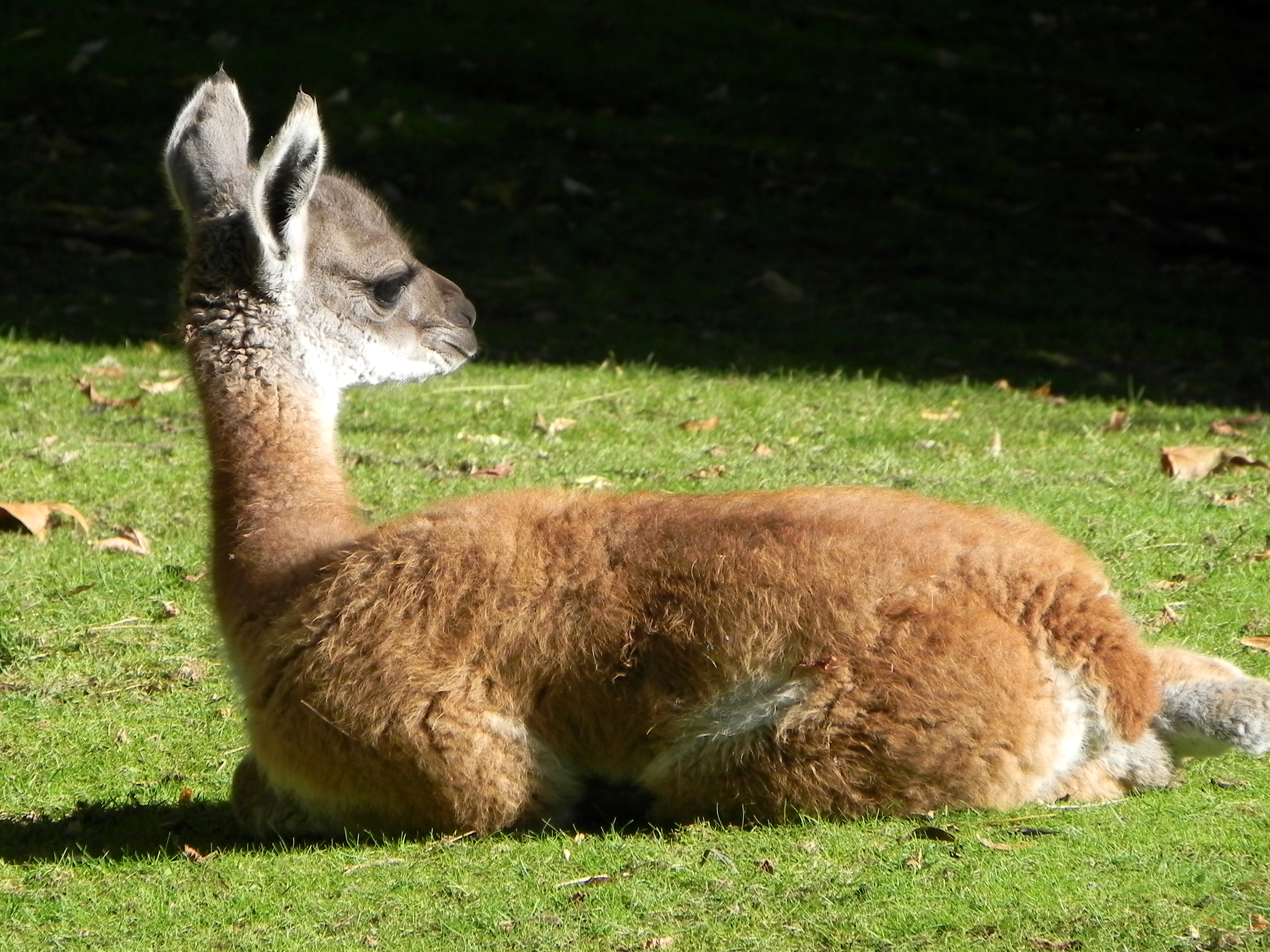
Lama guanicoe, Jungtier, Zoologischer Garten Berlin

### Fortpflanzung
Die Tragzeit der Weibchen dauert ein Jahr. Hiernach wird ein einziges Junges geboren, das sofort laufen kann und etwa 4 bis 6 Monate gesäugt wird. Die Lebensdauer eines Guanakos kann in menschlicher Obhut zwanzig bis dreißig Jahre betragen.

### Natürliche Feinde
In freier Wildbahn ist ihr Hauptfeind der Puma. Junge und kranke Guanakos können auch von Andenschakalen getötet werden.

## Guanakos und Menschen

### Domestikation
Es wird allgemein angenommen, dass das Guanako bereits im dritten Jahrtausend vor Christus domestiziert wurde und dass das Lama von ihm abstammt. Neuere DNA-Untersuchungen haben ergeben, dass, anders als früher angenommen, das Alpaka wahrscheinlich nicht direkt vom Guanako abstammt, sondern vom Vikunja. Da aber alle Neuweltkamele untereinander kreuzbar sind und fertile Hybride gebären, sind diverse Einkreuzungen der beiden Wildformen sowohl bei Lama als auch bei Alpaka nicht auszuschließen.
Aufgrund der großen Überweidungsschäden, die Schaf- und Rinderherden in Patagonien angerichtet haben, werden auf einigen Estancias heute zur Fleischproduktion besser angepasste Guanakos gehalten.

### Gefährdung
Bei Ankunft der Spanier in Südamerika gab es schätzungsweise 50 Millionen wilde Guanakos. Seitdem wurden sie wegen ihres Fells gejagt (siehe dazu Guanakofell), vor allem aber, um Weideland für die Schafherden zu gewinnen. Durch massenhaften Abschuss wurden die Bestandszahlen immer kleiner. Heute gibt es noch etwa 600.000 Guanakos, das ist nur noch etwas mehr als ein Prozent der ursprünglichen Zahl. Die IUCN listet sie als „nicht gefährdet“.

## Systematik
Oft wird das Guanako als eine der drei Arten der Gattung der Lamas (Lama) geführt. Aufgrund der oben beschriebenen Abstammungsverhältnisse und der uneingeschränkten Kreuzbarkeit werden sie jedoch manchmal auch zu einer einzigen Art zusammengefasst.